# Kościół liberalnokatolicki
Kościół liberalnokatolicki (LCC) znany także jako Liberalny Kościół Katolicki – określenie używane przez grupę niezależnych od siebie kościołów chrześcijańskich otwartych na wierzenia ezoteryczne, szczególnie na teozofię. Kościoły liberalno-katolickie są częścią ruchu niezależnego katolicyzmu. Nurt ten zapoczątkował były ksiądz anglikański James Ingall Wedgwood. W ramach wierzeń liberalno-katolickich działa wydawnictwo St. Alban Press, zajmujące się publikacją tekstów o naturze religijnej.

## Wiara, liturgia i nauczanie moralne
Ze względu na swoją niezależność od innych instytucji tego samego nurtu kościoły liberalnokatolickie nie mają ujednoliconego systemu wierzeń, jednakże są połączone licznymi wspólnymi doktrynami. Główną doktryną spajającą Kościoły liberalno-katolickie jest teozofia. Wierzenia tego nurtu zachowują sakramenty katolickie takie jak chrzest, bierzmowanie, spowiedź, małżeństwo czy kapłaństwo, a także eucharystię. Występuje także doktryna leczenia wiarą, które może być dokonane poprzez modlitwę lub przyjmowanie eucharystii. Kościoły liberalno-katolickie dopuszczają kobiety do sakramentu kapłaństwa oraz pozwalają duchownym przystępować do sakramentu małżeństwa.
Amerykański Liberalny Kościół Katolicki określa swoją misję jako „dążenie do przekazania światu najlepszych elementów katolicyzmu z najlepszymi elementami protestantyzmu”, łącząc katolickie sakramenty z protestancką wolnością sumienia.

## Kościół liberalnokatolicki w Polsce
Kościół w Polsce działa od okresu międzywojennego. Znanym członkiem kościoła był gen. Michał Tokarzewski-Karaszewicz, który wstąpił do niego w 1925, a w 1926 roku w Warszawie przyjął święcenia kapłańskie, których udzielił mu założyciel Kościoła, James Ingall Wedgewood.